# Zhang, Dingxi
Zhang, tidigare stavat Changhsien, är ett härad i Dingxi stad på prefekturnivå i nordvästra Kina.
Den 22 juli 2013 inträffade en jordbävning på gränsen mellan Zhang och Min härad, vilken krävde 89 dödsoffer och 500 skadade.

## Administrativ indelning
Zhang är indelat i tio köpingar och tre socknar.
Köpingar (zhen):

- Dacaotan (大草滩镇)
- Guiqingshan (贵清山镇)
- Jinzhong (金钟镇)
- Sancha (三岔镇)
- Shichuan (石川镇)
- Sizu (四族镇)
- Wuyang (武阳镇)
- Xinsi (新寺镇)
- Yanjing (盐井镇)
- Yihuqiao (殪虎桥镇)

Socknar (xiang):

- Dongquan (东泉乡)
- Maquan (马泉乡)
- Wudang (武当乡)